# خوان فويث
خوان ماركوس فويث (بالإسبانية: Juan Marcos Foyth)‏ من مواليد 12 يناير 1998. لاعب كرة قدم محترف أرجنتيني يلعب في صفوف نادي فياريال الإسباني. ويلعب في منتخب الأرجنتين.

## الأندية

### نادي إستوديانتيس دي لا بلاتا
لعب خوان في فريق الشباب لنادي إستوديانتيس دي لا بلاتا الأرجنتيني كانت يلعب في البداية لاعب خط وسط . ثم انتقل الي مركز المدافع وهو لازل لم يبلغ عامه السادس عشر.
وقع علي أول عقد له مع النادي في يناير 2017 حتي يونيو عام 2019 . بدأ أول ظهور له في ليبرتادوريس في 19 مارس 2017 ضد باتروناتو البالغ من العمر 19 عامًا وشهرين.
ثم لعب ست مرات أخرى في الدوري، مع ظهورين إضافيين في بطولة كوبا سودامريكانا .

### نادي توتنهام هوتسبير
انضم فويث إلى توتنهام هوتسبير مقابل مبلغ 8 ملايين جنيه إسترليني في 30 آب 2017 بعقد مدته خمس سنوات حتى عام 2022. قدم لأول مرة للنادي في 19 سبتمبر 2017 في مباراة كأس رابطة الأندية الإنجليزية المحترفة ضد بارنسلي التي فاز فيها توتنهام 1- 0

## المسيرة الدوليه
لعب فويث مع منتخب الأرجنتين لكرة القدم تحت 20 سنة. في عام 2017 ، شارك في 12 مباراة للمنتخب الوطني للشباب: تسع مباريات في بطولة أمريكا الجنوبية لكرة القدم للشباب في عام 2017 في الإكوادور، وثلاث مباريات أخرى خلال كأس العالم تحت 20 سنة .

## أحصائيات

### النادي
| النادي                  | الموسم    | الدوري                        | الدوري | الدوري  | كأس الاتحاد الإنجليزي | كأس الاتحاد الإنجليزي | رابطة المحترفين | رابطة المحترفين | أخرى   | أخرى    |        |         |         |
| النادي                  | الموسم    | الدرجة                        | الظهور | الأهداف | الظهور                | الأهداف               | الظهور          | الأهداف         | الظهور | الأهداف | الظهور | الأهداف | المجموع |
| إستوديانتيس دي لا بلاتا | 2017      | دوري الدرجه الأولي الأرجنتيني | 7      | 0       | _                     | _                     | _               | _               | 2      | 0       | 0      | 0       | 9       |
| توتنهام هوتسبير         | 2017-2018 | الدوري الأنجليزي الممتاز      | 0      | 0       | 5                     | 0                     | 2               | 0               | 1      | 0       | 0      | 0       | 8       |
| ----------------------- | --------- | ----------------------------- | ------ | ------- | --------------------- | --------------------- | --------------- | --------------- | ------ | ------- | ------ | ------- | ------- |

## الإنجازات
توتنهام هوتسبير
- وصيف دوري أبطال أوروبا: 2018–19[11]

فياريال
- الدوري الأوروبي: 2020–21[12]

الأرجنتين
- كأس العالم: 2022[13]
- كأس الأبطال كونميبول–يويفا: 2022[14]

## روابط خارجية
- خوان فويث على موقع الاتحاد الأوربي (الإنجليزية)
- خوان فويث على موقع إي إس بي إن إف سي (الإنجليزية)
- خوان فويث على موقع قاعدة بيانات كرة القدم.إي يو (الإنجليزية)
- خوان فويث على موقع ليكيب (الفرنسية)
- خوان فويث على موقع ناشيونال فوتبول تيمز (الإنجليزية)
- خوان فويث على موقع Soccerbase.com (لاعب) (الإنجليزية)
- خوان فويث على موقع Soccerway.com (الإنجليزية)
- خوان فويث على موقع عالم كرة القدم.نت (الإنجليزية)
- خوان فويث على موقع AS.com (الإسبانية)